# Pep Chavarría
Pep Chavarría, pseudonimo di Josep María Chavarría Pérez (Figueres, 10 aprile 1998), è un calciatore spagnolo, difensore del Rayo Vallecano.

## Carriera

### Esordi
Cresciuto nel settore giovanile del Figueres, squadra della sua città natale, nel 2016 viene promosso in prima squadra debuttando in Tercera División. Nel 2018 si trasferisce in Segunda División B all'Olot, rimanendovi per due stagioni.

### Real Saragozza
Il 25 agosto 2020 viene acquistato a titolo definitivo dal Real Saragozza; debutta fra i professionisti con la squadra aragonese il 26 settembre seguente nell'incontro di Segunda División pareggiato 2-2 contro il Las Palmas.
Il 19 dicembre 2020 segna il suo primo gol con il Real Saragozza, decidendo la vittoria casalinga per 1-0 contro il Club Deportivo Lugo con una rete al 69' minuto.

### Rayo Vallecano
All'inizio della stagione 2022-2023, dopo aver giocato le prime due partite di campionato con il Real Saragozza, viene acquistato dal Rayo Vallecano, in Primera División. Debutta nella massima serie spagnola il 4 settembre 2022 entrando nel finale della partita persa per 2-1 contro l'Osasuna. Nella stagione seguente, trova più spesso spazio nella formazione titolare e segna anche il suo primo gol con la maglia del Rayo, nella partita vinta per 2-1 contro l'Osasuna, il 20 aprile 2024.

## Statistiche
Statistiche aggiornate al 27 febbraio 2025.

### Presenze e reti nei club
| Stagione              | Squadra               | Campionato            | Campionato | Campionato | Coppe nazionali | Coppe nazionali | Coppe nazionali | Coppe continentali | Coppe continentali | Coppe continentali | Altre coppe | Altre coppe | Altre coppe | Totale | Totale | Totale |
| Stagione              | Squadra               | Comp                  | Pres       | Reti       | Comp            | Pres            | Reti            | Comp               | Pres               | Reti               | Comp        | Pres        | Reti        | Pres   | Reti   |        |
| --------------------- | --------------------- | --------------------- | ---------- | ---------- | --------------- | --------------- | --------------- | ------------------ | ------------------ | ------------------ | ----------- | ----------- | ----------- | ------ | ------ | ------ |
| 2016-2017             | Figueres              | TD                    | 6          | 0          | CR              | 0               | 0               |                    | -                  | -                  |             | -           | -           | 6      | 0      |        |
| 2017-2018             | Figueres              | TD                    | 23         | 0          | CR              | 0               | 0               |                    | -                  | -                  |             | -           | -           | 23     | 0      |        |
| Totale Figueres       | Totale Figueres       | Totale Figueres       | 29         | 0          |                 | 0               | 0               |                    | -                  | -                  |             | -           | -           | 29     | 0      |        |
| 2018-2019             | Olot                  | SDB                   | 26         | 1          | CR              | 0               | 0               |                    | -                  | -                  |             | -           | -           | 26     | 1      |        |
| 2019-2020             | Olot                  | SDB                   | 25         | 1          | CR              | 1               | 1               |                    | -                  | -                  |             | -           | -           | 26     | 2      |        |
| Totale Olot           | Totale Olot           | Totale Olot           | 51         | 2          |                 | 1               | 0               |                    | -                  | -                  |             | -           | -           | 52     | 2      |        |
| 2020-2021             | Real Saragozza        | SD                    | 36         | 1          | CR              | 1               | 0               |                    | -                  | -                  |             | -           | -           | 37     | 1      |        |
| 2021-2022             | Real Saragozza        | SD                    | 36         | 0          | CR              | 1               | 0               |                    | -                  | -                  |             | -           | -           | 14     | 0      |        |
| 2022-2023             | Real Saragozza        | SD                    | 2          | 0          | CR              | 0               | 0               |                    | -                  | -                  |             | -           | -           | 2      | 0      |        |
| Totale Real Saragozza | Totale Real Saragozza | Totale Real Saragozza | 74         | 1          |                 | 2               | 0               |                    | -                  | -                  |             | -           | -           | 76     | 1      |        |
| 2022-2023             | Rayo Vallecano        | PD                    | 16         | 0          | CR              | 3               | 0               |                    | -                  | -                  |             | -           | -           | 19     | 0      |        |
| 2023-2024             | Rayo Vallecano        | PD                    | 22         | 1          | CR              | 4               | 0               |                    | -                  | -                  |             | -           | -           | 26     | 1      |        |
| 2024-2025             | Rayo Vallecano        | PD                    | 21         | 0          | CR              | 2               | 0               |                    | -                  | -                  |             | -           | -           | 23     | 0      |        |
| Totale Rayo Vallecano | Totale Rayo Vallecano | Totale Rayo Vallecano | 59         | 1          |                 | 9               | 0               |                    | -                  | -                  |             | -           | -           | 68     | 1      |        |
| Totale carriera       | Totale carriera       | Totale carriera       | 213        | 4          |                 | 12              | 0               |                    | -                  | -                  |             | -           | -           | 225    | 4      |        |